# Línea 97 (Buenos Aires)
La línea 97 es una línea de colectivos del Área metropolitana de Buenos Aires. Une Barracas con el Partido de Morón y el Partido de La Matanza.

## Recorrido

### Ramal A (Constitución - Estación Morón)
- Ida a Estación Morón:Desde Guanahani 380, Aristóbulo del Valle, General Hornos, Dr. Enrique Finochietto, Av Montes de oca, Bernardo de Irigoyen, Av Juan de Garay, Combate de Los Pozos, Av Brasil, La Rioja, Barcala, Gral Urquiza, Cochabamba, Zuviría, Emilio Mitre, Av Eva Perón, cruce Av Gral Paz, colectora oeste Av Gral Paz, camino de la Virgen María, Olavarría, Unanué, Boulogne Sur Mer, Camino de la Virgen María, colectora norte Autopista Tte Gral Pablo Riccheri, Ana María Janer, Castro Barros, Elías L Galván, Juan C Campion, Mñor Rodolfo Bufano, Curupaytí, Gral Juan Antonio Álvarez de Arenales, Córdoba, Juan Agustín Maza, Intendente Agüero, Gral Manuel Belgrano, Av Pte Hipólito Yrigoyen, La Roche, Gral Bartolomé Mitre, Dr José María Casullo, Almirante Guillermo Brown, 25 de Mayo, Bernardo Schvarzberg ingresando a Playa en Estación Morón.
- Regreso a Constitución:Desde Playa en Estación Morón por Bernardo Schvarzberg, 9 de Julio, Ntra Sra del Buen Viaje, Cristóbal Colón, Av Pte Hipólito Yrigoyen, Int Agüero, Juan Agustín Maza, Córdoba, Mñor Rodolfo Bufano, José Alicó, Gorriti, Los Ingales, acceso a colectora norte Autopista Tte Gral Pablo Riccheri, colectora norte autopista Tte Gral Pablo Riccheri, cruce Autopista Tte Gral Pablo Riccheri altura calle Gorriti, colectora Sur Autopista Tte Gral Pablo Riccheri, Av Gral San Martín, Unanué, Olavarría, colectora sur Autopista Tte Gral Pablo Riccheri, Av Stragnford, subida a Autopista Tte Gral Pablo Riccheri altura calle Antonio Timoteo González, Autopista Tte Gral Pablo Riccheri, Distribuidor de acceso cruce de Av Gral Paz, cruce Av Gral, Paz, colectora Este Av Gral Paz, Av Eva Perón, Emilio Mitre, Av Directorio, Av San Juan, Catamarca, Av Brasil, Av Entre Ríos, Av Juan de Garay, Lima Oeste, Av Brasil, General Hornos, Dr. Enrique Finochietto hasta Guanahani 380.

## Suspendidos

### Constitución - Barrio San Alberto
- Ida a Barrio San Alberto: Desde Guanahani 380, Aristóbulo del Valle, General Hornos, Dr. Enrique Finochietto, Av Montes de oca, Bernardo de Irigoyen, Av Juan de Garay, Combate de Los Pozos, Av Brasil, La Rioja, Barcala, Gral Urquiza, Cochabamba, Zuviría, Emilio Mitre, Av Eva Perón, cruce Av Gral Paz, colectora oeste Av Gral Paz, Camino de la Virgen María, Olavarría, Unanué, Boulogne Sur Mer, Camino de La Virgen María, Colectora Norte Autopista Tte Gral Pablo Riccheri, Gorriti, José Alicó, Moctezuma, Juan C Campion, Marcos Sastre, Libertad, Castro Barros, Pilcomayo, Lino Lagos, Pilcomayo, colectora este Mñor Rodolfo Bufano, cruce Mñor Rodolfo Bufano altura calle Gral Pinedo, Colectora Oeste Mñor Rodolfo Bufano, cruce Mñor Rodolfo Bufano altura calle Justo Daract, Mñor Rodolfo Bufano, El Hornero, La Quila, El Tiburón, Cátulo Castillo, Av Int J S Crovara, Cristianía, Piribebuy hasta Berlín.
- Regreso a Barracas:Desde Peribebuy y Berlín por Berlín, Peribebuy, Cristianía, Av Int J S Crovara, Cátulo Castillo, El Tiburón, La Quila, El Hornero, Mñor Rodolfo Bufano, bajada altura calle Migueletes, colectora Oeste Monseñor Rodolfo Bufano, cruce Mñor Rodolfo Bufano altura calle Norberto de La Riestra, colectora Este Mñor Rodolfo Bufano, Pilcomayo, Lino Lagos, Pilcomayo, Castro Barros, Libertad, Moctezuma, José Alicó, Gorriti, Los Ingales, acceso a colectora norte Autopista Tte Gral Pablo Riccheri, Colectora Norte Autopista Tte Gral Pablo Riccheri, cruce Autopista Tte Gral Pablo Riccheri altura calle Gorriti, Colectora Sur Autopista Tte Gral Pablo Riccheri, Av Gral San Martín, Unanué, Olavarría, Av Stragnford, subida Autopista Tte Gral Pablo Riccheri altura calle Antonio Timoteo González, Autopista Tte Gral Pablo Riccheri, Distribuidor acceso cruce Av Gral Paz, colectora Este Av Gral Paz, Av Eva Perón, Emilio Mitre, Av Directorio, Av San Juan, Catamarca, Av Brasil, Av Entre Ríos, Av Juan de Garay, Lima Oeste, Av Brasil, General Hornos, Dr. Enrique Finochietto hasta Guanahani 380.

## Lugares de Interés
- Estación Constitución
- Plaza Constitución
- Hospital Garrahan
- Parque Chacabuco
- Plaza de los Virreyes
- Mercado Central
- Esquina Homero Manzi
- Catedral de Morón